# 细桥里站
细桥里站（：／ Segyo-ri yeok */?）曾为韩国铁路唐人里线上的一个铁路车站，已于1944年废止。

## 历史
- 1929年9月20日：车站启用。
- 1944年3月31日：车站停用。